# Feldkirchen bei Graz
Feldkirchen bei Graz ist eine Marktgemeinde mit 6.622 Einwohnern (Stand 1. Jänner 2017) südlich von Graz im Bezirk Graz-Umgebung in der Steiermark (Österreich).

## Geografie
Feldkirchen ist eine Marktgemeinde südlich von Graz, die im Laufe der Jahre mit der Landeshauptstadt verwachsen ist. Sie liegt an der Mur am östlichen Rand des Grazer Feldes.

### Gemeindegliederung
Das Gemeindegebiet umfasst folgende vier Ortschaften (in Klammern Einwohnerzahl Stand 1. Jänner 2025):
- Abtissendorf (1923)
- Feldkirchen bei Graz (1719)
- Lebern (1022) samt Lebernfeld
- Wagnitz (2635)

Die Gemeinde besteht aus den Katastralgemeinden Lebern und Wagnitz.

### Nachbargemeinden
| Seiersberg-Pirka | Graz                                        | Graz       |
| Seiersberg-Pirka | Kompassrose, die auf Nachbargemeinden zeigt | Gössendorf |
| Premstätten      | Kalsdorf bei Graz                           | Gössendorf |

## Geschichte

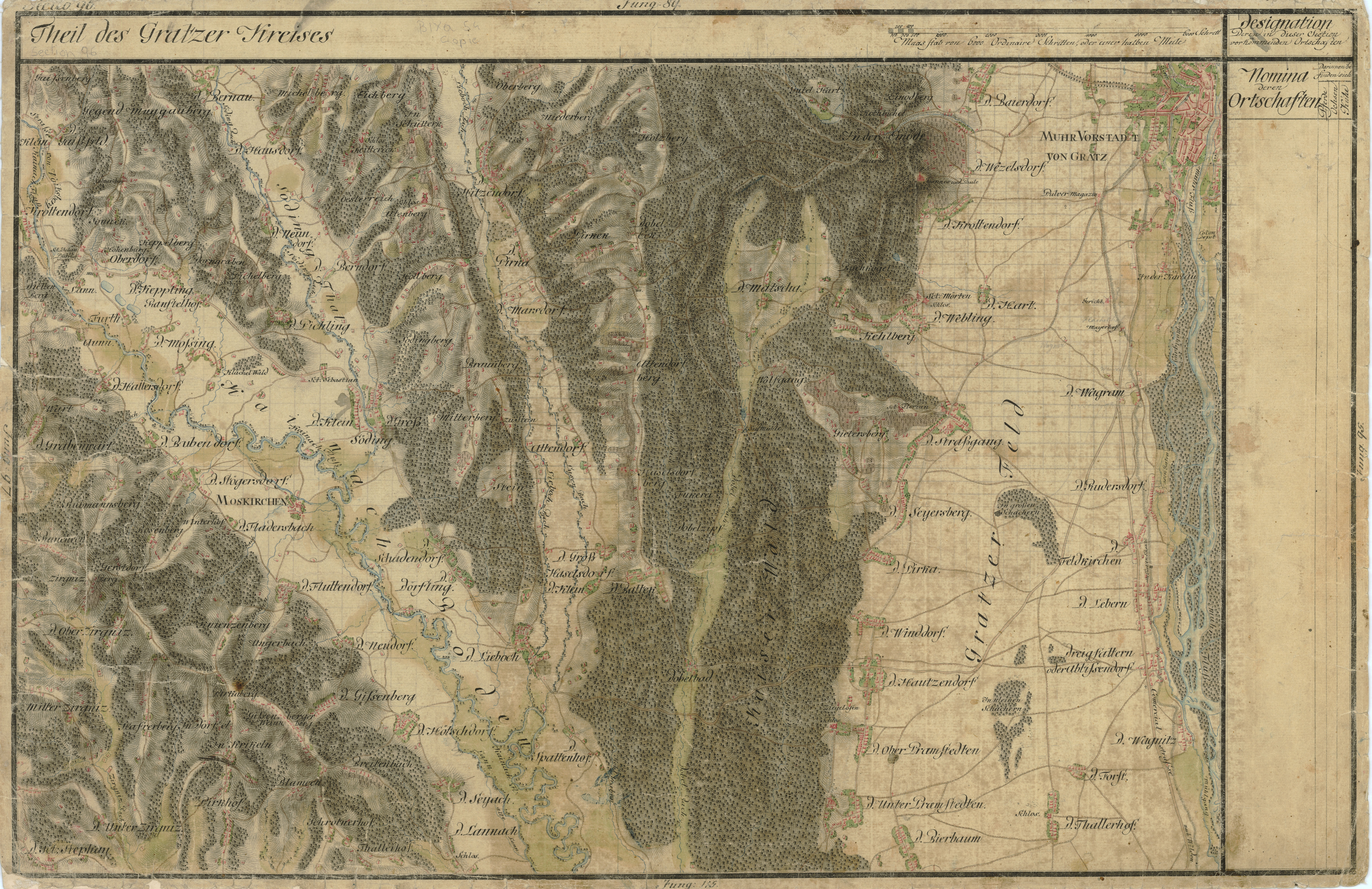
Das Gebiet von Feldkirchen in der Josephinischen Landesaufnahme, um 1790

Feldkirchen ist einer der ältesten Siedlungsplätze im Grazer Feld, liegt an einer Römerstraße, deren Verlauf in Feldkirchen durch zwei Römersteine belegt ist, die Flavia Solva mit dem Donauraum verbindet, und war bereits um das 9. Jahrhundert kirchlicher Mittelpunkt im Grazer Feld, bevor in Graz eine Kirche oder Pfarre errichtet worden ist.
Das früheste Schriftzeugnis ist von 1144 und lautet „Veltchirchen“. Der Flurname kommt von einer frei im Feld stehenden Kirche und ging auf die Siedlung über.

### Bevölkerungsentwicklung
| Feldkirchen bei Graz: Einwohnerzahlen von 1869 bis 2024 | Feldkirchen bei Graz: Einwohnerzahlen von 1869 bis 2024 | Feldkirchen bei Graz: Einwohnerzahlen von 1869 bis 2024 | Feldkirchen bei Graz: Einwohnerzahlen von 1869 bis 2024 | Feldkirchen bei Graz: Einwohnerzahlen von 1869 bis 2024 |
| ------------------------------------------------------- | ------------------------------------------------------- | ------------------------------------------------------- | ------------------------------------------------------- | ------------------------------------------------------- |
| Jahr                                                    |                                                         |                                                         |                                                         | Einwohner                                               |
| 1869                                                    | 1869                                                    |                                                         | 1.053                                                   | 1.053                                                   |
| 1880                                                    | 1880                                                    |                                                         | 1.165                                                   | 1.165                                                   |
| 1890                                                    | 1890                                                    |                                                         | 1.072                                                   | 1.072                                                   |
| 1900                                                    | 1900                                                    |                                                         | 1.168                                                   | 1.168                                                   |
| 1910                                                    | 1910                                                    |                                                         | 1.389                                                   | 1.389                                                   |
| 1923                                                    | 1923                                                    |                                                         | 1.417                                                   | 1.417                                                   |
| 1934                                                    | 1934                                                    |                                                         | 1.523                                                   | 1.523                                                   |
| 1939                                                    | 1939                                                    |                                                         | 1.706                                                   | 1.706                                                   |
| 1951                                                    | 1951                                                    |                                                         | 2.059                                                   | 2.059                                                   |
| 1961                                                    | 1961                                                    |                                                         | 3.009                                                   | 3.009                                                   |
| 1971                                                    | 1971                                                    |                                                         | 3.948                                                   | 3.948                                                   |
| 1981                                                    | 1981                                                    |                                                         | 4.307                                                   | 4.307                                                   |
| 1991                                                    | 1991                                                    |                                                         | 4.645                                                   | 4.645                                                   |
| 2001                                                    | 2001                                                    |                                                         | 5.030                                                   | 5.030                                                   |
| 2011                                                    | 2011                                                    |                                                         | 5.509                                                   | 5.509                                                   |
| 2021                                                    | 2021                                                    |                                                         | 7.104                                                   | 7.104                                                   |
| 2024                                                    | 2024                                                    |                                                         | 7.287                                                   | 7.287                                                   |
| Quelle(n): Statistik Austria, Gebietsstand 1.1.2021     |                                                         |                                                         |                                                         |                                                         |

## Kultur und Sehenswürdigkeiten

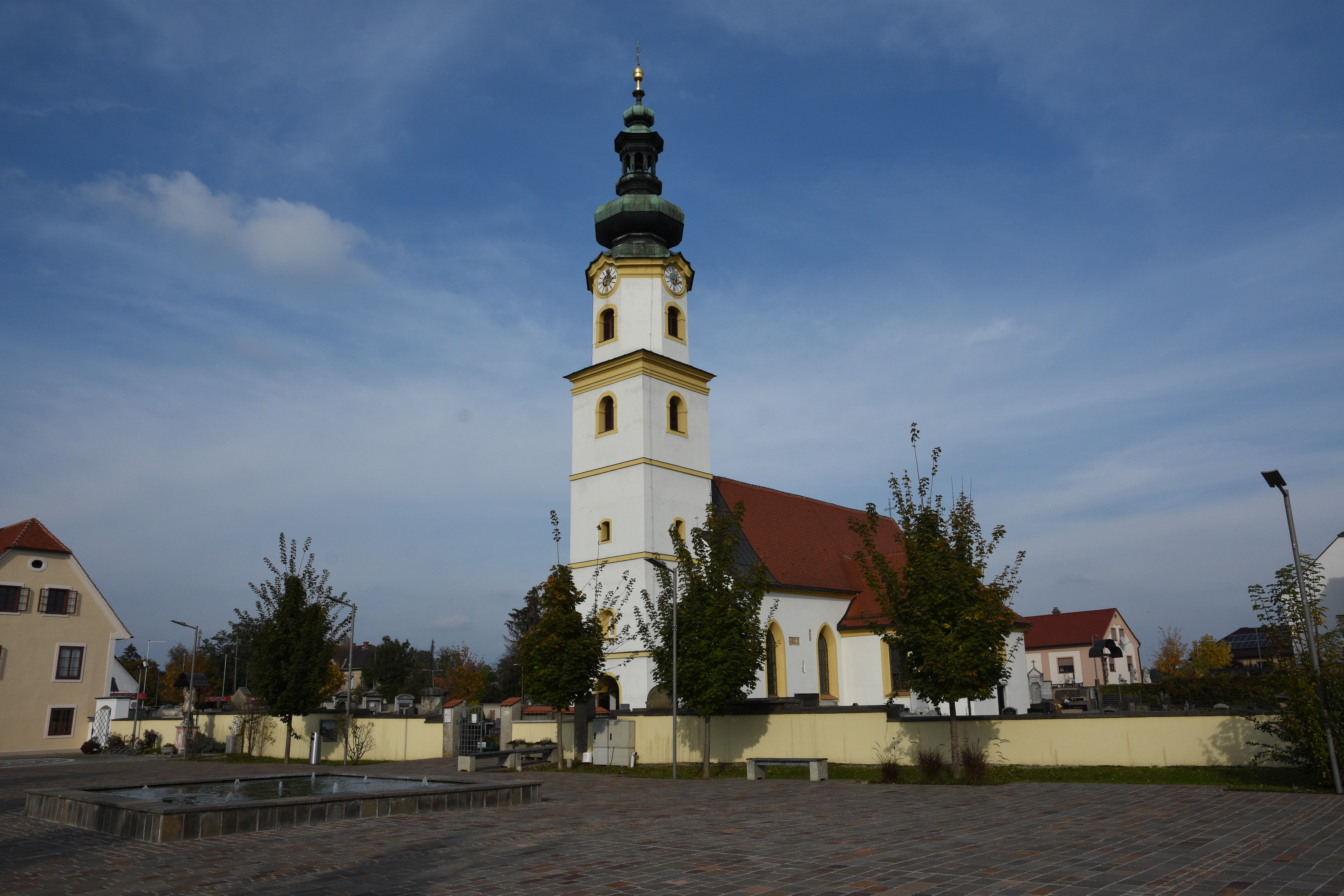
Pfarrkirche Feldkirchen bei Graz

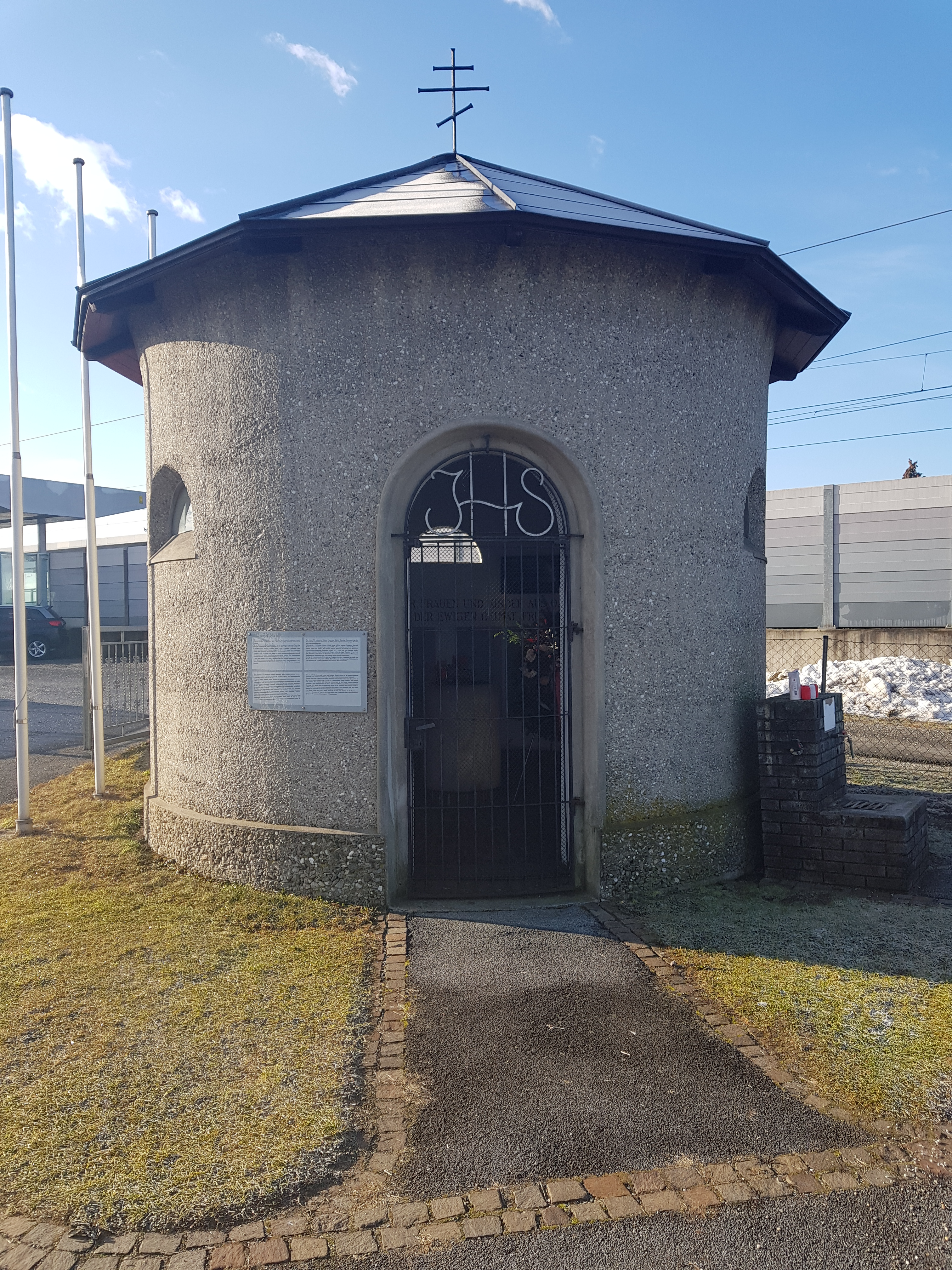
Ossarium/Karner am Friedhof von Feldkirchen bei Graz

- Katholische Pfarrkirche Feldkirchen bei Graz hl. Johannes der Täufer: Im Jahr 1973 wurden von Pfarrer Josef Gschanes die Feldkirchner Passionsspiele[5] ins Leben gerufen. Diese fanden in den 1970er-Jahren zunächst jährlich und ab 1979 alle zwei Jahre statt. Seit 1981 werden sie im Rhythmus von drei Jahren durchgeführt, wobei zwischen 2007 und 2011 aufgrund des Umbaus des Pfarrheims vier Jahre vergingen.
- Das Ossarium am Friedhof von Feldkirchen bei Graz wurde 1936 vom Bundesheer erbaut. Die Einweihung erfolgte am 23. Juni 1937. Hier ruhen die sterblichen Überreste von 1767 ruthenischen Männern, Frauen und Kindern, die zwischen 4. September 1914 und 1. September 1917 im k.k. Zivilinterniertenlager Thalerhof starben.[6]

## Wirtschaft und Infrastruktur

### Wirtschaftssektoren
Von den 33 landwirtschaftlichen Betrieben des Jahres 2010 waren 13 Haupterwerbsbauern. Im Produktionssektor arbeiteten 965 Erwerbstätige im Bereich Wasserver- und Abfallentsorgung, 329 in der Bauwirtschaft, 203 im Bereich Herstellung von Waren und 28 im Bergbau. Die wichtigsten Arbeitgeber des Dienstleistungssektors waren die Bereiche Verkehr (540), freiberufliche Dienstleistungen (456), Handel (431) und soziale und öffentliche Dienste (235 Mitarbeiter).
| Wirtschaftssektor            | Anzahl Betriebe | Anzahl Betriebe | Erwerbstätige | Erwerbstätige |
| Wirtschaftssektor            | 2011            | 2001            | 2011          | 2001          |
| ---------------------------- | --------------- | --------------- | ------------- | ------------- |
| Land- und Forstwirtschaft 1) | 33              | 54              | 56            | 70            |
| Produktion                   | 82              | 53              | 1525          | 864           |
| Dienstleistung               | 350             | 225             | 1901          | 1455          |

1) Betriebe mit Fläche in den Jahren 2010 und 1999

### Arbeitsmarkt, Pendeln
| Im Jahr 2011 lebten 2739 Erwerbstätige in Feldkirchen bei Graz. Davon arbeiteten 443 in der Gemeinde, mehr als achtzig Prozent pendelten aus. Von den umliegenden Gemeinden kamen 3030 Menschen zur Arbeit nach Feldkirchen. - Straße: Die Süd Autobahn (A2) führt durch das Gemeindegebiet und ist über die Anschlussstelle Graz-Flughafen/Feldkirchen (183) seit 2004 zugänglich. Ebenfalls gut erreichbar ist die Pyhrn Autobahn (A9) über die Anschlussstelle Kalsdorf in etwa 5 Kilometer Entfernung. Durch Feldkirchen verläuft die Grazer Straße (B 67). - Bahn: Die Gemeinde Feldkirchen verfügt über zwei Haltestellen der Südbahn: Feldkirchen-Seiersberg (seit 11. Dezember 2005) und Flughafen Graz-Feldkirchen. Von beiden Haltestellen gibt es stündliche S-Bahn-Verbindungen nach Graz und Spielfeld-Straß. In der Morgen- und Abendspitze verkehren die Züge teilweise im 15- oder 30-Minuten-Takt. - Der Flughafen Graz befindet sich auf Gemeindegebiet der Gemeinde Feldkirchen bei Graz, nur etwa das südliche Drittel der Start- und Landebahn liegt im Gebiet der Nachbargemeinde Kalsdorf bei Graz. | Die zur Anzeige dieser Grafik verwendete Erweiterung wurde dauerhaft deaktiviert. Wir arbeiten aktuell daran, diese und weitere betroffene Grafiken auf ein neues Format umzustellen. (Mehr dazu) |

### Sport
- Tischtennis: Mit dem TTC Feldkirchen (ehemals Spielgemeinschaft Feldkirchen-Puch) besitzt Feldkirchen einen österreichweit erfolgreichen Tischtennis-Verein mit über 80 eingetragenen Vereinsmitgliedern, der mit aktuell 9 Herrenteams (Stand: Saison 2023/2024) in allen steirische Spielklassen (Landesliga, Oberliga, Unterliga, Gebietsliga, 1. Klasse) vertreten ist und seit der Saison 2015/2016 erfolgreich auch in der Österreichischen Tischtennis-Bundesliga (anfangs 2. Bundesliga, Aufstieg in die 1. Bundesliga in der Saison 2019/2020, derzeit wieder 2. Bundesliga) spielt. Die Heimspiele werden seit der Spielsaison 2009/2010 in der neu errichteten Tischtennishalle am Mühlweg ausgetragen.
- Gewichtheben: Der Gewichtheberverein AC-ASKÖ-Feldkirchen wurde von Josef Saurugg 1965 gegründet. 1966 wurde der sportliche Betrieb aufgenommen. Der AC-ASKÖ-Feldkirchen nimmt an diversen Mannschafts-Ligen des österreichischen Gewichtheberverbandes teil. Einzelmeisterschaften werden National und International von Schüler bis Mastersklasse(Senioren) beschickt. Josef Saurugg wurde 1991 von Johann Gruber als Obmann abgelöst. Seit 2014 ist Thomas Greiner Obmann des Vereines.

## Politik

### Gemeinderat
Nachdem die Volkszählung 2001 für Feldkirchen mehr als 5.000 Einwohner ergeben hatte, wurde bei der Gemeinderatswahl am 13. März 2005 der Gemeinderat von 21 auf 25 Mitglieder vergrößert.
- Nach den Gemeinderatswahlen in der Steiermark 2000 hatte der Gemeinderat folgende Verteilung: 14 ÖVP, 5 SPÖ und 3 FPÖ.
- Nach den Gemeinderatswahlen in der Steiermark 2005 hatte der Gemeinderat folgende Verteilung: 13 ÖVP, 8 SPÖ, 2 Unabhängige Bürgerliste Feldkirchen und 2 Freie Liste Feldkirchen.[12]
- Nach den Gemeinderatswahlen in der Steiermark 2010 hatte der Gemeinderat folgende Verteilung: 15 ÖVP, 7 SPÖ und 3 FPÖ.[13]
- Nach den Gemeinderatswahlen in der Steiermark 2015 hatte der Gemeinderat folgende Verteilung: 10 ÖVP, 7 FPÖ, 7 SPÖ und 1 GRÜNE.[14]
- Nach den Gemeinderatswahlen in der Steiermark 2020 hat der Gemeinderat folgende Verteilung: 13 ÖVP, 6 FPÖ, 4 SPÖ und 2 GRÜNE.[15]

Die letzten Gemeinderatswahlen brachten die folgenden Ergebnisse:
| Partei          | 2020             | 2020             | 2020             | 2015             | 2015             | 2015             | 2010             | 2010             | 2010             |
| Partei          | Sti.             | %                | M.               | Sti.             | %                | M.               | Sti.             | %                | M.               |
| --------------- | ---------------- | ---------------- | ---------------- | ---------------- | ---------------- | ---------------- | ---------------- | ---------------- | ---------------- |
| ÖVP             | 1186             | 51,32            | 13               | 960              | 36,89            | 10               | 1385             | 55               | 15               |
| SPÖ             | 339              | 14,67            | 4                | 721              | 27,71            | 7                | 0732             | 29               | 07               |
| FPÖ             | 587              | 25,40            | 6                | 757              | 29,09            | 7                | 0348             | 14               | 03               |
| Die Grünen      | 199              | 8,61             | 2                | 098              | 3,770            | 1                | nicht kandidiert | nicht kandidiert | nicht kandidiert |
| KPÖ             | nicht kandidiert | nicht kandidiert | nicht kandidiert | 066              | 2,540            | 0                | nicht kandidiert | nicht kandidiert | nicht kandidiert |
| BZÖ             | nicht kandidiert | nicht kandidiert | nicht kandidiert | nicht kandidiert | nicht kandidiert | nicht kandidiert | 0055             | 02               | 0                |
| Wahlbeteiligung | 44,62 %          | 44,62 %          | 44,62 %          | 56,07 %          | 56,07 %          | 56,07 %          | %                | %                | %                |

### Bürgermeister
- seit 2014 Erich Gosch (ÖVP)[19]

## Persönlichkeiten
- Werner Seidl (30. März 1914 in Feldkirchen bei Graz, gefallen am 31. Juli 1941 an der Ostfront) war freischaffender Bildhauer, Schüler von Wilhelm Gösser, Mitglied der Grazer Sezession und 1935 mit dem Österreichischen Staatspreis ausgezeichnet worden.[3]
- Robert Mörth (* 1983), Abgeordneter zum Steiermärkischen Landtag
- Stefan Hermann (* 1985), Landesrat der Steiermark und Vizebürgermeister der Gemeinde

### Ehrenbürger der Gemeinde
- Gottfried Baier (1909–1983), Schmiedemeister, Landes- und Bundesinnungsmeister der Schmiede und Schlosser sowie Politiker; Ehrenbürger seit 1958
- Hannes Bammer (1922–2017), Landesrat
- Josef Gschanes (1923–2016), Pfarrer von Feldkirchen 1964–2016
- Peter Safranek († 2021), Vizebürgermeister von Feldkirchen 1988–2005[20]
- Herbert Stockner († 2021), Vizebürgermeister von Feldkirchen 2005–2020[21]